# 斎藤才三
斎藤 才三（さいとう さいぞう、 1908年9月24日 - 2004年）は大阪府出身の経営者、サッカー選手。

## 人物
父親は貿易商であり大阪府で生まれた。
帝塚山学院小学校、桃山中学校を経て、関西学院高等商業学部（現在の関西学院大学商学部）に入学。在学中はサッカー部に所属し1年次よりスタメンGKに定着。同級生に後藤靱雄がおり、1929年10月に開催された明治神宮大会兼ア式蹴球全國優勝競技會（第9回天皇杯全日本サッカー選手権大会）に優勝するなどの成績を残した。
1930年3月に卒業。同年5月に開催された第9回極東選手権競技大会のサッカー日本代表に選出され、フィリピン代表戦など2試合に出場し、大会優勝に貢献した。
なお、卒業後はイングランドのブリストル大学に留学、イングランドサッカーに関する知識を得て、帰国後の1933年4月に大阪毎日新聞社に入社。全国中等学校蹴球選手権大会の運営、報道に関わり、1940年秋頃に退職した。
その後、日野ルノー販売（日野自動車販売を経て、現在の日野自動車）に入社。1957年6月に同社取締役、同年11月に同社常務取締役、1963年5月に同社専務取締役、1966年9月に近畿日野モーター（現在の大阪日野自動車）の取締役社長、1967年11月に日野自動車販売の取締役を夫々歴任。
1968年5月に日野車体工業の代表取締役社長に就任。1976年5月から1980年まで朝日車両工業（大阪府）の監査役も兼任した。1980年6月に社長職を退任して同社の代表取締役会長に就任。1987年6月に日野車体工業の社長を退任して同社の取締役相談役に就任。1989年3月期を以て取締役を退任した。

## 代表歴

### 出場大会
- 第9回極東選手権競技大会

### 試合数
- 国際Aマッチ 2試合 0得点(1930)

| 日本代表 | 国際Aマッチ | 国際Aマッチ |
| 年       | 出場        | 得点        |
| -------- | ----------- | ----------- |
| 1930     | 2           | 0           |
| 通算     | 2           | 0           |

### 出場
| No. | 開催日         | 開催都市 | スタジアム         | 対戦相手   | 結果 | 監督     | 大会       |
| --- | -------------- | -------- | ------------------ | ---------- | ---- | -------- | ---------- |
| 1.  | 1930年05月25日 | 東京都   | 明治神宮外苑競技場 | フィリピン | ○7-2 | 鈴木重義 | 極東選手権 |
| 2.  | 1930年05月29日 | 東京都   | 明治神宮外苑競技場 | 中華民国   | △3-3 | 鈴木重義 | 極東選手権 |